# 황진이 (1957년 영화)
"황진이"는 한국에서 제작된 조긍하 감독의 1956년 영화이다. 도금봉 등이 주연으로 출연하였다.

## 출연

### 주연
- 도금봉
- 김웅
- 양일민
- 추석양
- 송억

## 기타
- 조명: 이종면
- 녹음: 이경순
- 미술: 김세라